# Powrót syna marnotrawnego (obraz Guercina z Włocławka)
Powrót syna marnotrawnego (wł. Ritorno del figliol prodigo) – obraz olejny na płótnie włoskiego malarza barokowego Giovanniego Francesco Barbieriego zwanego Guercinem z 1651 roku, znajdujący się w zbiorach Muzeum Diecezjalnego we Włocławku.
Na namalowanym w 1651 roku na płótnie obrazie Guercino przedstawił scenę z ewangelicznej Przypowieści o synu marnotrawnym. Zły syn, który roztrwonił otrzymany od ojca majątek, wraca, oczekując srogiej reprymendy. Szczęśliwy z powrotu rodzic przyjmuje go jednak z miłością. Ten ewangeliczny motyw był często przedstawiany w sztuce. Guercino aż siedem razy sięgał po ten temat, pierwszy raz w 1616 roku.
Obraz włocławski powstał w późnym okresie twórczości Gurecina. Artysta był już wówczas ikoną szkoły bolońskiej doby potrydenckiej. Zdaniem brytyjskiego historyka sztuki Johna Denisa Mahona artysta wcielał w życie zalecane przez Kościół katolicki normy, odnoszące się do dzieł religijnych. Kluczowym był tutaj dekret soboru trydenckiego De invocatione, veneratione et reliquis sanctorum, et sacris imaginibus z 1563 roku. Przedstawiciele tzw. szkoły bolońskiej, wcielając w życie zalecenia traktatu kard. Gabriele Paleottiego z Bolonii Discorso intorno alle immagini sacre e profane z 1582 roku zabiegali o to, by ich dzieła spełniały funkcję dydaktyczną, zgodną z duchem kontrreformacji.
Dzieło powstało w 1651 roku. W tym samym roku zakupił je wenecki koneser Giovanni Nani. Nani zmarł w 1679 roku i od tej daty istnieje przerwa w znajomości miejsca przechowywania obrazu. Po 1772 roku obraz Guercina widziany jest w Londynie. Podczas II wojny światowej, 7 maja 1943, zakupił obraz na aukcji Christie’s w Londynie bp Karol Radoński. Duchowny przywiózł go ze sobą do Włocławka po wojnie. Stanowił część kolekcji domu biskupiego. W 1991 roku wypożyczono obraz na wystawę do Bolonii, następnie w 2013 do Muzeum Narodowego w Warszawie (wystawa „Guercino. Triumf baroku. Arcydzieła z Cento, Rzymu i kolekcji polskich”).
Układ postaci przypomina Powrót syna marnotrawnego z 1654–1655 roku autorstwa Guercina z kolekcji Timken Museum of Art w San Diego. Również w wersji włocławskiej artysta sprowadził kompozycję do minimum. Stojący w samym centrum, bogato ubrany ojciec jest personifikacją przebaczenia. Nagi syn po prawej stronie symbolizuje skruchę. Sługa po lewej ze złożonymi palcami rąk to żal. Postaci ukazują więc grzech, pokutę i przebaczenie. Scena ma przywodzić na myśl sakrament pokuty.

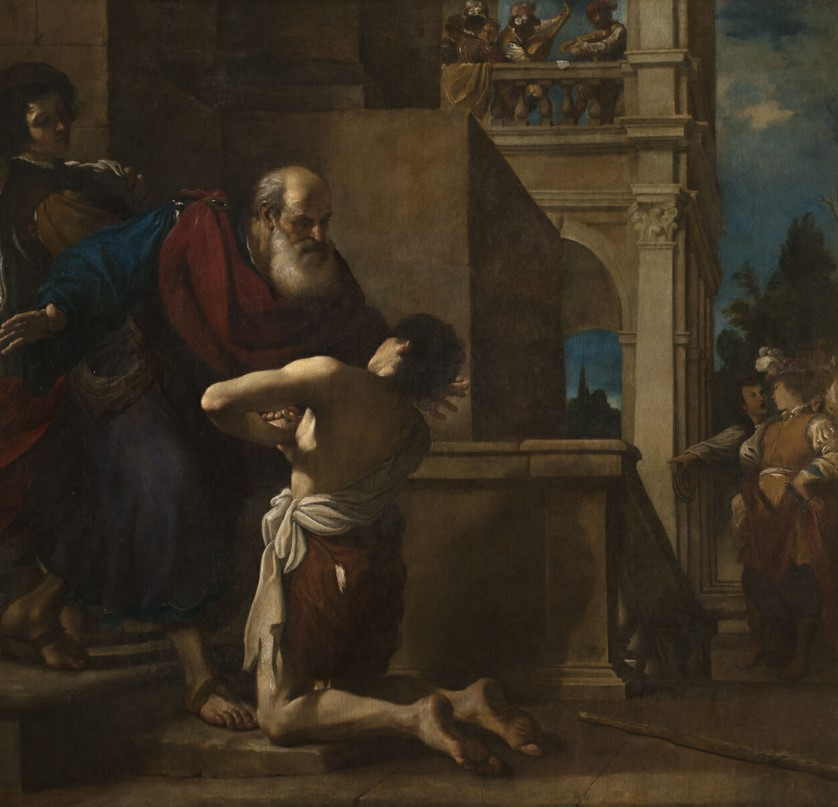
Powrót syna marnotrawnego (przed 1617), Turyn
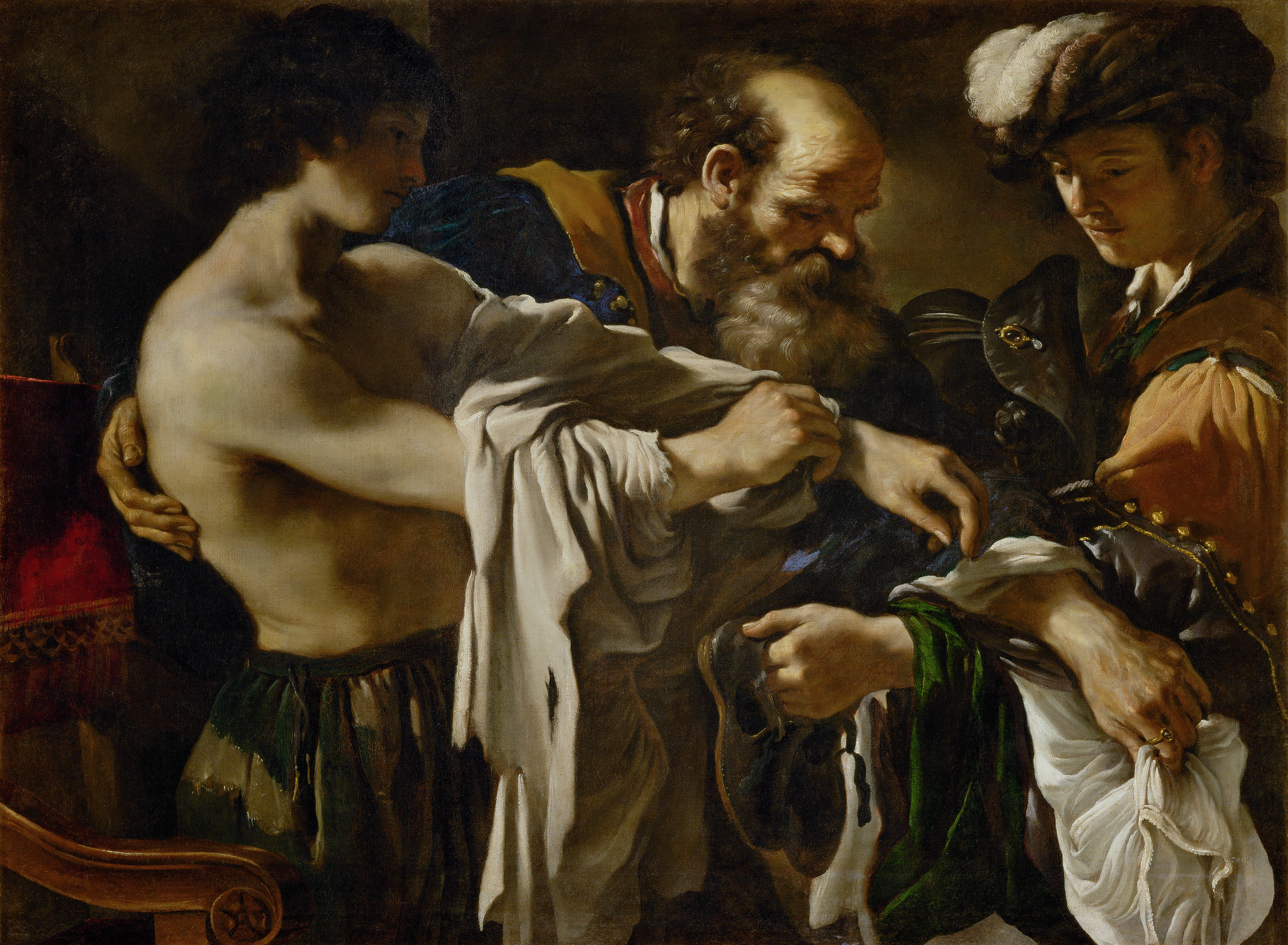
Powrót syna marnotrawnego (1619), Muzeum Historii Sztuki w Wiedniu
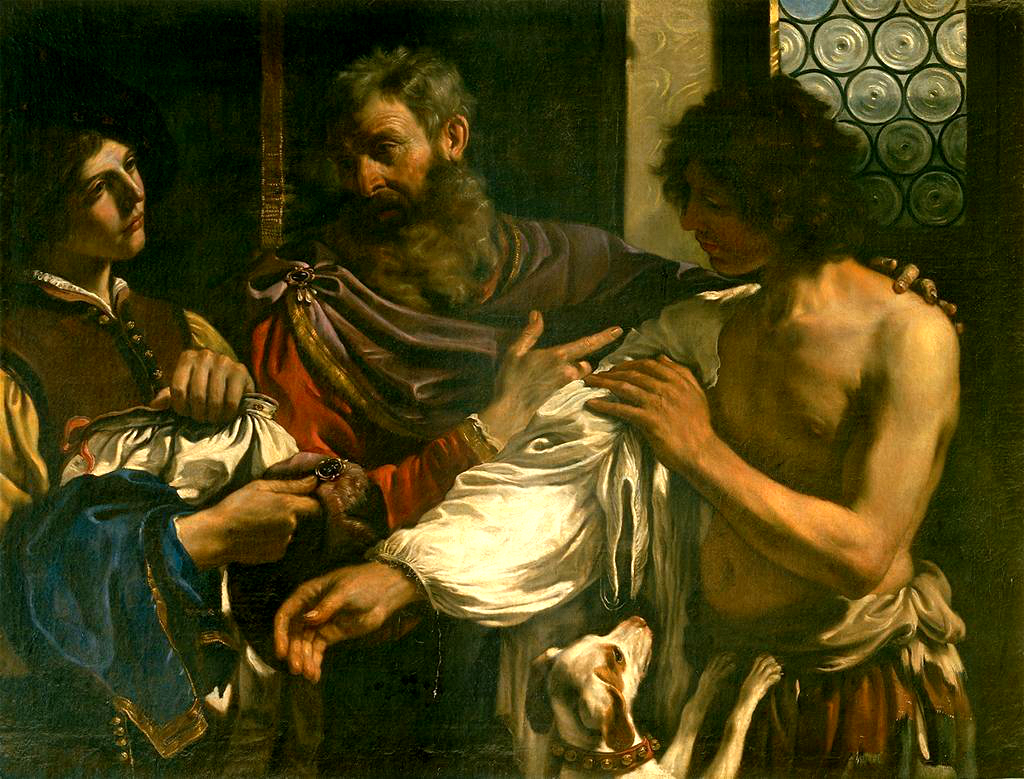
Powrót syna marnotrawnego (1627–1628), Galleria Borghese, Rzym
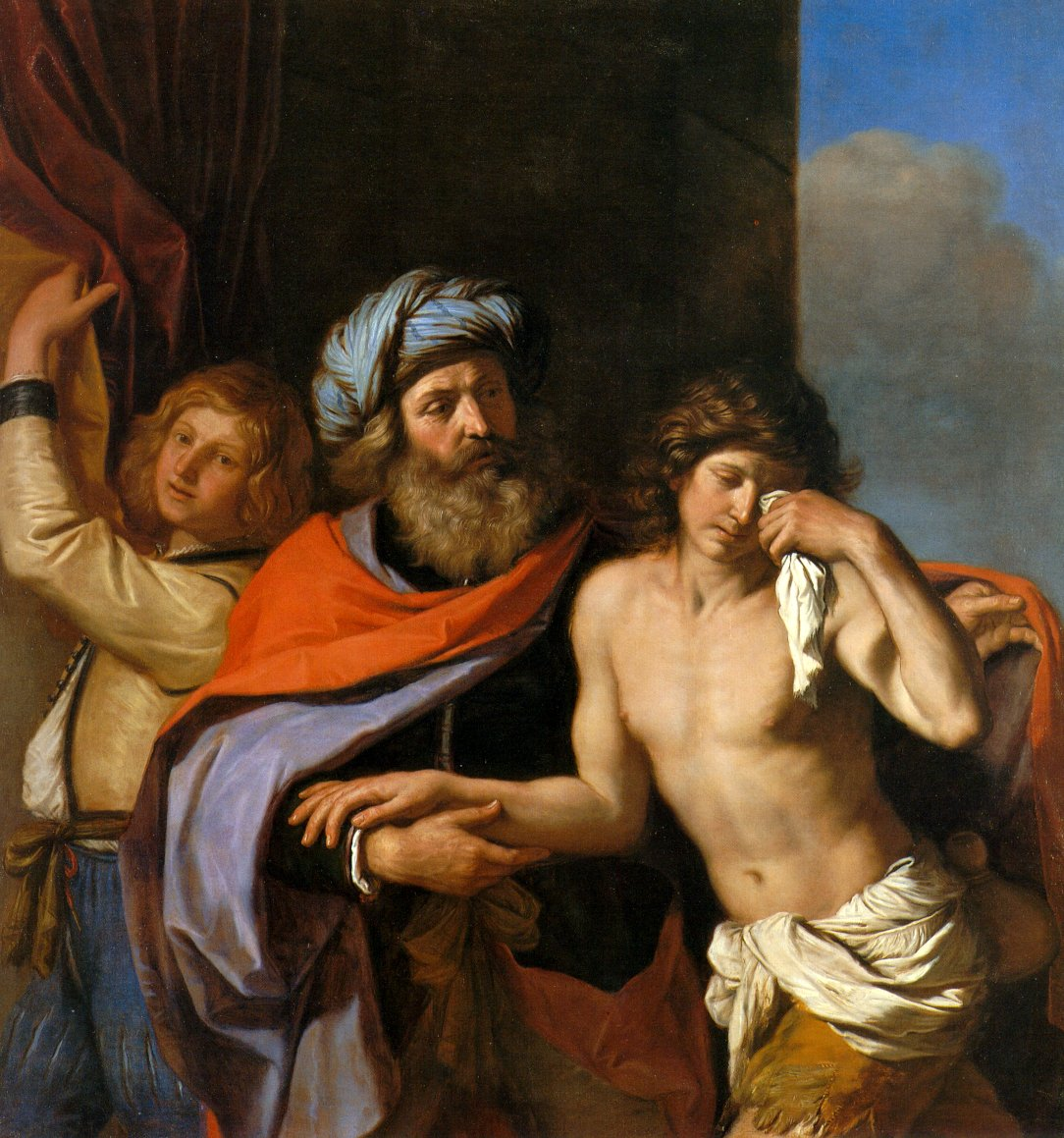
Powrót syna marnotrawnego (1654–1655), San Diego